# Trò chơi hủy diệt
Trò chơi hủy diệt (tiếng Anh: MindGamers) là một bộ phim khoa học viễn tưởng của Áo 2015 do Andrew Goth đạo diễn. Phim được công chiếu tại rạp vào ngày 28 tháng 3 năm 2017 qua Terra Mater Factual Studios. Phim có sự góp mặt của Tom Payne, Dominique Tipper, Sam Neill, Melia Kreiling, Antonia Campbell-Hughes và Oliver Stark. Phim khởi chiếu tại Việt Nam ngày 21 tháng 4 năm 2017.